# Spirostreptus vittatus
Spirostreptus vittatus är en mångfotingart som beskrevs av Newport 1844. Spirostreptus vittatus ingår i släktet Spirostreptus och familjen Spirostreptidae. Inga underarter finns listade i Catalogue of Life.